# اشلین هریس
اشلین میشل هریس (انگلیسی: Ashlyn Michelle Harris؛ زادهٔ ۱۹ اکتبر ۱۹۸۵) یک بازیکن فوتبال اهل ایالات متحده آمریکا است.
از باشگاه‌هایی که در آن بازی کرده‌است می‌توان به اف سی آر ۲۰۰۱ دویسبورگ اشاره کرد.
وی از سال ۲۰۱۳ در تیم ملی فوتبال زنان ایالات متحده آمریکا بازی می‌کند.
او همسر آلی کریگر هم‌تیمی‌‌اش در باشگاه گوتهام اف سی است.